# Burrard
Burrard (ang. Burrard Inlet, fr. Baie Burrard) – niewielka zatoka w formie fiordu o stosunkowo niskich brzegach, niedaleko miasta Vancouver, w południowo-zachodniej części prowincji Kolumbia Brytyjska, w Kanadzie.